# Marcus Wallenberg (1774–1833)
Marcus Wallenberg, född 25 juni 1774 i Linköpings församling, Östergötlands län, död 22 september 1833 i Linköpings församling, Östergötlands län, var en svensk biskop och översättare. Han var son till Marcus Wallenberg och brorson till Jacob Wallenberg samt far till André Oscar Wallenberg.

## Biografi
Marcus Wallenberg föddes 1774 i Linköping. Han var son till lektor Marcus Wallenberg och Sara Helena Kinnander. Wallenberg studerade i Linköping och blev höstterminen 1790 student vid Uppsala universitet. Han promoverades 1797 till filosofie magister och avlade samma år juris utriusque kandidatexamen. Han blev docent i romersk vältalighet från 1800, men tvingades lämna Uppsala samma år efter den så kallade musikprocessen och flyttade till Lund. Han blev 6 oktober 1802 konsistorienotarie i Linköping med omedelbart tillträde och 30 april 1805 lektor i grekiska vid Linköpings gymnasium, där han tillträdde samma år.  Wallenberg prästvigdes 26 maj 1817 och blev även 6 augusti 1817 kyrkoherde i Slaka församling. Wallenberg blev 15 oktober 1817 kyrkoherde i Landeryds församling och tillträdde 1819. Wallenberg blev 28 oktober 1819 biskop i Linköpings stift med tillträde 1822 och var riksdagsman vid riksdagen 1823, där han även höll en predikan. Wallenberg höll i prästmötet 1825, var riksdagsman vid riksdagen 1828–1830 och höll i prästmötet 1831.
Åren 1814–1815 översatte Wallenberg Iliaden och 1819–1821 Odysséen.
Den 25 november 1801 invaldes Wallenberg som ledamot 207 av Kungliga Musikaliska Akademien. År 1813 blev han sekreterare vid Östergötlands läns hushållningssällskap. År 1819 blev han även sekreterare i Linköpings stifts bibelsällskap och höll ett tal på dess första högtidsdag samma år. Den 23 januari 1821 blev han hedersledamot av Kungliga Vitterhets Historie och Antikvitets Akademien.
Wallenberg utnämndes 1817 till ledamot av Nordstjärneorden och 1824 till kommendör av samma orden. Han promoverades till teologie doktor 1818 i samband med Karl XIV Johans tronbestigning. Han avled 1833 i Linköping och begravdes på Gamla griftegården i Linköping. Vid 1843 års prästmöte höll Anders Hedner en parentation över Wallenberg på latinsk vers.

### Familj
Wallenberg gifte sig 1804 med Anna Laurentia Barfoth (1783–1862), som var dotter till professorn Anders Barfoth vid Lunds universitet och Ebba Bager. De fick tillsammans barnen Laurentia Maria Wallenberg (1805–1806), löjtnanten Marcus Hilarion Wallenberg (1807–1842), bankdirektören Jacob Agathon Wallenberg (1808–1887), Carl August Wallenberg (1811–1811) och bankdirektören André Oscar Wallenberg (1816–1886).

### Översättningar
- 1814 – Homeros Iliad.[8]